# Салцано
Салца̀но (на италиански: Salzano; на венециански: Salsàn, Салсан) е град и община в Северна Италия, провинция Венеция, регион Венето. Разположен е на 10 m надморска височина. Населението на общината е 12 778 души (към 2014 г.).